# José Luis Espinosa Pachón
José Luis Espinosa Pachón (La Carolina, Jaén, 14 de junio de 1913-23 de diciembre de 1975) es un exfutbolista español que jugaba en la posición de portero y formó parte de la plantilla del Real Betis Balompié que se proclamó campeón de la Primera División española en la temporada 1934-35.